# Ilimpiysky (huyện)
Huyện Ilimpiysky (tiếng Nga: ? райо́н) là một huyện hành chính tự quản (raion), của Vùng Krasnoyarsk, Nga. Huyện có diện tích 499446 km², dân số thời điểm ngày 1 tháng 1 năm 2000 là 8600 người. Trung tâm của huyện đóng ở Tura.